# TT385
| O4 | w | Y1 · N33A | nfr | f · r |

| O4 | w | Y1 · N33A | nfr | f · r |

TT385 (Theban Tomb 385) è la sigla che identifica una delle Tombe dei Nobili ubicate nell'area della cosiddetta Necropoli Tebana, sulla sponda occidentale del Nilo dinanzi alla città di Luxor, in Egitto. Destinata a sepolture di nobili e funzionari connessi alle case regnanti, specie del Nuovo Regno, l'area venne sfruttata, come necropoli, fin dall'Antico Regno e, successivamente, sino al periodo Saitico (con la XXVI dinastia) e Tolemaico.

## Titolare
TT385 era la tomba di:
| Titolare | Titolo | Necropoli           | Dinastia/Periodo         | Note                                              |
| -------- | --- | ------------------- | ------------------------ | ------------------------------------------------- |
| Hunefer  | Sindaco della Città del Sud; Sovrintendente del granaio delle Divine offerte ad Amon; Primo Amministratore del tempio del re Djeserkhara | Sheikh Abd el-Qurna | XIX dinastia (Ramses II) | forse fratello di Nebsumenu, titolare della TT183 |

## Biografia
Unica notizia biografica ricavabile, il nome della moglie, Nehty (riportato anche come Nuhet). Forse identificabile con un fratello di Nebsumenu (TT183): in tale sepoltura, tuttavia, il nome della moglie viene indicato come Inihy. Se effettivamente Hunefer fosse il fratello di Nebsemenu, entrambi sarebbero stati figli di Paser, a sua volta Sindaco di Tebe, e di sua moglie Tuja.

## La tomba
TT385 si sviluppa planimetricamente con un vestibolo colonnato da cui, attraverso un corridoio, si accede a una sala pressoché quadrata il cui soffitto è, a sua volta, sorretto da quattro pilastri. Sulle pareti: sono leggibili i soli dipinti della sala più interna, in alto (1 in planimetria) quattro volti; poco oltre, sempre in alto (2), il disco solare e, più in basso, un pilastro Djed. Sullo stesso lato si apre un corridoio; sulla stessa parete (3) portatori di offerte e poco oltre (4) la rappresentazione di una dea. Sui pilastri:
- A, lato a: testi con i nomi del defunto e della moglie e i titoli del primo, nonché rappresentazione della dea Hathor;
- A, lato b: il defunto e la moglie;
- B, lato a: il defunto e la moglie dinanzi a una tavola per offerte;
- B, lato b; C e D, lato a: coppie di personaggi la cui identità non è rilevabile[1].

### Annotazioni
1. ↑  La numerazione dei locali e delle pareti segue quella di Porter e Moss 1927, p. 428.
2. ↑  La prima numerazione delle tombe, dalla numero 1 alla 252, risale al 1913 con l'edizione del "Topographical Catalogue of the Private Tombs of Thebes" di Alan Gardiner e Arthur Weigall. Le tombe erano numerate in ordine di scoperta e non geografico; ugualmente in ordine cronologico di scoperta sono le tombe dalla 253 in poi.
3. ↑  I campi della Duat, ovvero l'aldilà egizio, si trovavano, secondo le credenze, proprio sulla riva occidentale del grande fiume.
4. ↑  Nella sua epoca di utilizzo, l'area era nota come "Quella di fronte al suo Signore" (con riferimento alla riva orientale, dove si trovavano le strutture dei Palazzi di residenza dei re e i templi dei principali dei) o, più semplicemente, "Occidente di Tebe".
5. ↑  le Tombe dei Nobili, benché raggruppate in un'unica area, sono di fatto distribuite su più necropoli distinte.
6. ↑  Le note, sovente di inquadramento topografico della tomba, sono tratte, fino alla TT252, dal "Topographical Catalogue" di Gardiner e Weigall, ed. 1913 e fanno perciò riferimento alla situazione dell'epoca.
7. ↑  Altro nome con cui veniva indicata la Tebe nilotica.
8. ↑  Si tratta del prenome del re Amenhotep I della XVIII dinastia.

### Fonti
1. 1 2 3  Porter e Moss 1927,  p. 437.
2. ↑  Gardiner e Weigall 1913.
3. ↑  Donadoni 1999,  p. 115.
4. ↑  Porter e Moss 1927, p. 437.
5. ↑  Kitchen 2001,  pp. 109-110 e 127-129.